# Die Schatzinsel (1978)
Die Schatzinsel (jap. 宝島, Takarajima) ist eine japanische Anime-Serie von Regisseur Osamu Dezaki aus dem Jahr 1978. Sie basiert auf dem gleichnamigen Roman von Robert Louis Stevenson.

## Handlung
Dem 13-jährigen Halbwaisen Jim Hawkins, der mit seiner Mutter zusammen an der englischen Küste die Gaststätte Admiral Benbow betreibt, fällt eine Schatzkarte in die Hände. Der wohlhabende Mr. Trelawney stellt daraufhin ein Schiff, die Hispaniola, bereit, um diesen Schatz von einer einsamen Insel im Pazifik zu heben. Jim findet an Bord Anschluss bei Schiffskoch John Silver sowie bei Arzt Dr. Livesey. Bevor das Schiff die Insel erreichen kann, meutert jedoch die Besatzung unter der Führung von Silver und Jim, Dr. Livesey und einigen loyalen Matrosen gelingt die Flucht.
Fortan befinden sich auf der Insel zwei Parteien auf der Suche nach dem Schatz von Piratenkapitän Flint, dessen rechte Hand Long John Silver war. Jim muss mit seinen verwirrenden Gefühlen gegenüber Silver zurechtkommen, den er trotz seiner Bosheit immer noch als seinen Freund ansieht.
Der Schiffbrüchige Ben Gunn, der schon vor der Ankunft der Hispaniola auf der Insel gestrandet war, schließt sich später der Gruppe um Jim Hawkins an. Die eigentliche Schatzsuche muss nach mehreren Auseinandersetzungen gemeinsam von Piraten und Matrosen durchgeführt werden. Schließlich kann die Stelle gefunden werden, wo der Schatz laut Karte vergraben sein soll, jedoch ist er nicht mehr da. Die Matrosen können durch diese enttäuschende Situation die Oberhand gewinnen und die Piraten und John Silver in Gewahrsam nehmen. Nach einer Reihe von Rätseln entdecken die verbliebenen Männer den Schatz hinter einer glasartigen Wand in einer Höhle.
Auf der Rückreise gelingt Long John Silver die Flucht, nicht ohne einen beträchtlichen Teil des Schatzes mitzunehmen.

## Produktion und Veröffentlichung
Die Serie wurde von Tokyo Movie Shinsha für den Fernsehsender NTV produziert. Außerdem waren die Studios Madhouse und Kobayashi Production beteiligt. Regie führte Osamu Dezaki, das Charakterdesign stammt von Akiu Sugino, der auch die Animationsregie führte.
Die Erstausstrahlung fand vom 8. Oktober 1978 bis zum 1. März 1979 bei NTV in Japan statt. Die deutsche Fassung wurde erstmals 1994 von RTL 2 ausgestrahlt. Es folgten Wiederholungen bei Tele 5. Die Serie wurde außerdem unter anderem ins Französische, Spanische, Italienische und Arabische übersetzt.

## Synchronisation
| Rolle                   | Japanischer Sprecher (Seiyū) | Deutscher Sprecher |
| ----------------------- | ---------------------------- | ------------------ |
| Jim Hawkins             | Mari Shimizu                 | Marek Harloff      |
| Long John Silver        | Genzo Wakayama               | Michael Grimm      |
| Mr. Trelawny            | Junpei Takiguchi             | Gerd Marcel        |
| Dr. Livesey             | Iemasa Kayumi                | Harald Pages       |
| Grey                    | Akio Nojima                  | Walter Wigand      |
| Puppy                   | Akira Kamiya                 | Marek Erhardt      |
| Kapitän Smolett         | Hideaki Esumi                | Klaus Dittmann     |
| Karen Hawkins           | Toshiko Maeda                | Isabella Grothe    |
| Lily                    | Rihoko Yoshida               | Samira Chanfir     |
| Billy Bones             | Ryou Kurosawa                | Ben Hecker         |
| Captain Flint (Papagei) | Kouichi Kitamura             | Günter Lüdke       |

## Musik
Die Musik der Serie wurde komponiert von Kentarō Haneda. Für den Vorspann verwendete man das Lied Takarajima, der Abspann wurde unterlegt mit dem Titel Chiisana funanori (小さな船乗り), beide gesungen von Yoshito Machida und ebenfalls komponiert von Haneda.

## Episodenliste
| Folge | Episodentitel                   |
| ----- | ------------------------------- |
| 1     | Der geheimnisvolle Fremde       |
| 2     | Unerwünschter Besuch            |
| 3     | Der blinde Mann                 |
| 4     | Der Überfall                    |
| 5     | Der Entschluss                  |
| 6     | John Silver, Freund oder Feind? |
| 7     | Auf hoher See                   |
| 8     | Mann über Bord                  |
| 9     | Sklavenhandel                   |
| 10    | Die Verschwörung                |
| 11    | Land in Sicht                   |
| 12    | Rache                           |
| 13    | Angriff der Piraten             |
| 14    | Der Bluff                       |
| 15    | Kein Wasser im Fort             |
| 16    | Jims Kampf mit den Fluten       |
| 17    | Gemetzel auf der Hispaniola     |
| 18    | Der tote Hans lebt              |
| 19    | Das Ende von Silver?            |
| 20    | Das Geheimnis der Schatzkarte   |
| 21    | Endlich, der Schatz             |
| 22    | Die Totenschädel-Insel          |
| 23    | Silver hat Malaria              |
| 24    | Das Grab der Haie               |
| 25    | Abschied von der Schatzinsel    |
| 26    | Die Rückkehr                    |